# تامارا رالف
تامارا رالف (متولد ۲۹ نوامبر ۱۹۸۱) یک طراح مد استرالیایی است که مدیر خلاق سابق و یکی از بنیانگذاران رالف و روسو است. او بنیانگذار لیبل همنام خود، تامارا رالف است.
رالف در ۲۹ نوامبر ۱۹۸۱ در ساترلند شایر به دنیا آمد و چهارمین نسل از خانواده‌اش است که در زمینه مد و طراحی مد فعالیت می‌کند. رالف پس از فارغ‌التحصیلی از مؤسسه طراحی وایت هاوس در ملبورن استرالیا، به امید ورود به صنعت مد به لندن نقل مکان کرد.
رالف قبلاً با شریک تجاری خود مایکل روسو در ارتباط بود. از سال ۲۰۲۰، رالف با بانو چودری، تاجر بریتانیایی-هندی رابطه داشته است. آنها دارای یک فرزند هستند که در سال ۲۰۲۱ به دنیا آمد.